# Patrick Ronayne Cleburne

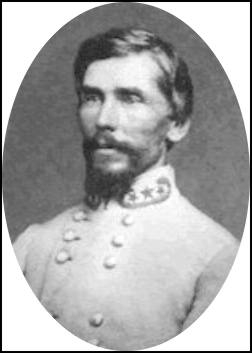
Patrick Ronayne Cleburne

Patrick Ronayne Cleburne (* 17. März 1828 in Ovens, Irland; † 30. November 1864 in Franklin, Tennessee) war Unteroffizier des britischen Heeres und Generalmajor des konföderierten Heeres.

## Leben
Cleburne wurde 1828 in Irland als Sohn von Joseph Cleburne geboren. Seine Mutter starb, als er 18 Monate alt war und mit 15 Jahren war er Vollwaise. Sein Vater war ein anerkannter Arzt im County und nach dessen Tod entschied er sich, für eine Ausbildung zum Apotheker. Die Aufnahmeprüfung für das Studium am Trinity College bestand er jedoch 1846 nicht. Enttäuscht ging er zum britischen Heer und wurde dem 41. Infanterie-Regiment zugeteilt. Drei Jahre später quittierte er den Dienst und wanderte mit seinen zwei Brüdern und seiner Schwester nach Amerika aus. Nach einem kurzen Aufenthalt in Ohio zog er weiter nach Helena, Arkansas, wo er eine Ausbildung zum Pharmazeuten absolvierte und Jura studierte. 1860 wurde er amerikanischer Staatsbürger und begann als Anwalt zu arbeiten. Zu dieser Zeit lernte er auch Thomas Carmichael Hindman kennen, ebenfalls ein späterer General der Konföderierten.
Bei Zuspitzung der Krise zwischen den Nord- und den Südstaaten entschied er sich für den Süden, auch wenn er gegen die Sklaverei war und sich später sogar energisch für die Rekrutierung von farbigen Soldaten einsetzte. Aber mittlerweile fühlte er sich in den Südstaaten heimisch. Bei Ausbruch des Bürgerkriegs trat er als einfacher Soldat in das Heer der Konföderierten ein und wurde schnell zum Hauptmann befördert. Am 4. März 1862 wurde er zum Brigadegeneral befördert. Cleburne kämpfte in der Schlacht von Shiloh am 6. und 7. April 1862, bei der Schlacht von Perryville am 8. Oktober 1862, wurde im Gefecht bei Richmond in Kentucky im Gesicht verwundet und wurde nach der Schlacht von Murfreesboro zum Generalmajor befördert.
Ab 1863 spielten Cleburne und seine Einheiten immer öfters eine wichtige Rolle, so auch bei der Schlacht am Chickamauga am 19. und 20. September 1863, bei der Schlacht von Chattanooga vom 23. bis 25. November 1863 sowie beim Gefecht am Ringgold Gap. Er und seine Männer erhielten den offiziellen Dank des Kongresses der Konföderierten für ihren Einsatz und er bekam den Spitznamen Stonewall of the West. Im Dezember 1863 verfasste er ein Memorandum, in dem er sich für die Emanzipation und Rekrutierung schwarzer Männer als Soldaten einsetzte. Er warb dafür unter seinen Kollegen und sammelte fünfzehn weitere Unterschriften, bevor er ihn an seine vorgesetzten Offiziere, Kriegsminister James A. Seddon und Präsident Jefferson Davis vorlegte. Die Davis-Administration, die das Papier im Januar 1864 begutachtete, lehnte es nicht nur ab, es auch dem Konföderiertenkongress vorzulegen, sondern verbot auch jegliche weitere Diskussion darüber. Trotz dieser Anordnung konnte man die Debatte darüber nie vollständig unterdrücken.
Bei der Schlacht von Franklin, südlich von Nashville, Tennessee sah man ihn zuletzt seinen Säbel schwingend zu Fuß in Richtung der Unionstruppen marschieren, nachdem sein Pferd unter ihm erschossen worden war. Aus den Dokumenten der Konföderierten geht hervor, dass er an einem Bauchschuss starb. Der Leichnam wurde in der Nähe von Mount Pleasant bestattet und 1870 setzte man ihn mit militärischen Ehren in seiner Heimatstadt Helena in Arkansas bei. Sein Memorandum bezüglich der Einsatz von Schwarzen als Soldaten erlangte im November und Dezember 1864 weitere Verbreitung, als man versuchte, den immer bedrohlicher werdenden zahlenmäßigen Nachteil der Konföderierten auf dem Schlachtfeld auszugleichen. Das Cleburne County in Alabama, das Cleburne County in Arkansas, die Stadt Cleburne in Texas und der Friedhof Patrick R. Cleburne Confederate Cemetery in Jonesboro, Georgia wurden nach ihm benannt.